# ПДСНИАК
ПДСНИАК — механическое прицельное приспособление для увеличения эффективности огня из автоматов семейства АК в условиях плохой освещённости (в тёмное время суток, под дождём или снегопадом и т.п.) по вспышкам выстрелов противника. Создано советским армейским изобретателем капитаном В. Т. Рузвельтом. Версия автомата АКМ с предустановленным прицелом ПДСНИАК получила название АКМП.

## Конструкция
Конструкционно состоит из:
- широкой накладной мушки, которая монтируется на штатную мушку автомата сверху,
- откидного целика с широкой прорезью, который устанавливается на штатную прицельную планку.

Для улучшения видимости накладных целика и мушки на их сторонах, обращённых к стрелку нанесены люминесцирующие маркеры.